# Liste des lacs de Saint-Pierre-et-Miquelon
Cet article recense les lacs de Saint-Pierre-et-Miquelon.

## Liste

### Miquelon
Sur Grande Miquelon :
- Lagunes :
  - Étang du Cap Vert
  - Étang du Chapeau
  - Étang de la Loutre
  - Étang de Mirande
  - Étang de la Pointe aux Alouettes
  - Étang du Sud du Cap Vert
  - Grand Barachois
  - Grand Étang de Miquelon
- Étangs :
  - Étang Beaumont
  - Étang de la Bouteille
  - Étang de Cailloux
  - Étang Éperlans
  - Étang du Foin à Cadet
  - Étang du Gabion
  - Étang Kiry
  - Étang du Noroit
  - Étang du Noroit de la Butte à Saint-Jean
  - Étang aux Outardes
  - Étang du Ruisseau Creux
  - Étang du Suet
  - Grand Étang de Bellevue
  - Lac aux Canards
  - Marais aux Outardes

Sur l'isthme de Miquelon-Langlade :
- Étang du Bois Brûlé
- Étang de l'Île Verte
- Étang de Sauveur
- Marais Lamanthe

Sur Langlade :
- Étang de l'Anse à Ross
- Étang Bourroult
- Étang de la Butte aux Cailloux
- Étang Chaignon
- Étang du Cap aux Voleurs
- Étang Goéland
- Étang des Graves
- Étang des Huit
- Étang des Joncs
- Étang Lescamela
- Étang Lingard
- Étang Long
- Étang Maquine
- Étang de la Montagne Noire
- Étang des Nègres
- Étang du Papillon
- Étang du Suroit
- Étang Ynachi
- Grand Étang du Cap Bleu
- Grand Étang des Fourches
- Grand Étang des Voiles Blanches
- Marais Mouton
- Marais du Trou à la Baleine

Sur Le Cap :
- Étang de la Cormorandière
- Étang du Cap Blanc
- Étang de la Demoiselle
- Étang du Lac
- Étang de la Roche

### Saint-Pierre
Sur l'île Saint-Pierre :
- Étang Bizeuil
- Étang du Bois Brûlé
- Étang Bonnier
- Étang Boulot
- Étang du Cap au Diable
- Étang du Cap Noir
- Étang de la Caserne
- Étang de la Dame Blanche
- Étang de la Demoiselle
- Étang Fanche
- Étang Goéland
- Étang des Herbiers
- Étang du Huit
- Étang Jourdan
- Étang Jumelles
- Étang du Milieu
- Étang du Petit Trépied
- Étang Pied de la Montagne
- Étang de la Pissouse
- Étang de Richepomme
- Étang de Savoyard
- Étang du Télégraphe
- Étang Thélot
- Étang du Trépied
- Étang de la Vigie
- Les Sept Étangs

### Sources
- GEOnet Names Server